# Паша Јигит-бег
Пашаит бег, такође познат и као Јигит паша или Саруханли паша Јигит бег (умро 1413.) је био османски управник Скопског крајишта крајем 14. и почетком 15. века. Он jе Уџ Бег (тур. Uc-Bey).

## Биографија
Рођен је у Сарухану. Био је учитељ Исхак-бегу, другом управнику Скопског крајишта који га је наследио 1413. године. Имао је сина, Турахан-бега, османског генерала и освајача Тесалије. Султан је Јигит-пашу обдарио великим земљишним поседима због заслуга у многобројним ратовима. Јигит-паша је био један од заповедника турске војске у Косовском боју 1389. године. Османлије освајају делове Македоније (данашња северна Грчка) 1390. године са Јуруцима из Сарухана који су вероватно били повезани са Јигит-пашом. Он је 1392. године на челу турске војске која је посела Скопље (турски: Јускјуп). Назван је освајачем Скопља. Постао је први господар (турски: Uc-Bey) Скопског крајишта, пограничне покрајине Османског царства. На овом положају служио је 21 годину, до своје смрти. Јигит је извршио наређење Бајазита да нападне Босну 1392. године. Поход је завршен неуспехом. Поновљен је на зиму 1397/8. годину, али је завршен истим исходом. У њему је учествовао и српски кнез Стефан Лазаревић. Јигит-паша је успео да зароби Ђурђа Страцимировића Балшића 1392. године. Зетски господар ослободио се након што је Турцима предао Дриваст, Скадар и Свети Срђ на Бојани. Градове је повратио до 1395. године. Јигит-паша је умро у Скопљу. Џамија у чијем дворишту је сахрањен страдала је у Другом светском рату.